# Óriás-fenyődarázs

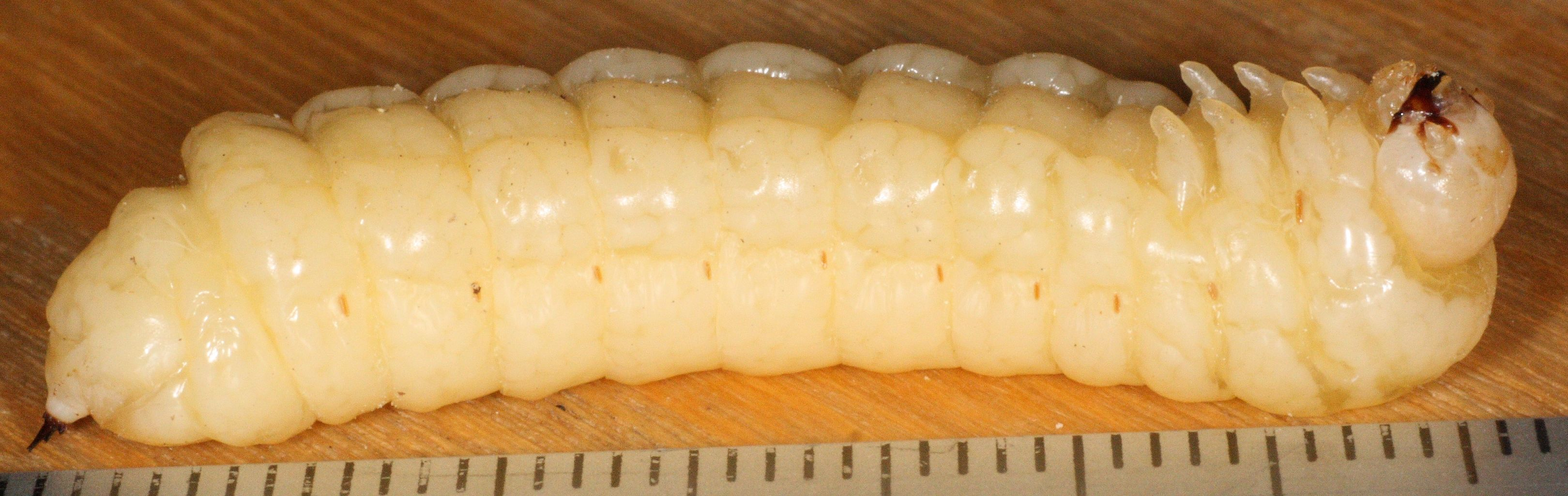
Lárva

Az óriás-fenyődarázs (Urocerus gigas) a rovarok (Insecta) osztályába, a hártyásszárnyúak (Hymenoptera) rendjébe és a fadarazsak (Siricidae) családjába tartozó faj.

## Előfordulása
Palearktikus faj, Magyarországon elsősorban a hegyvidékeken találkozhatunk vele. Az óriás-fenyődarázs Európa nagy részén megtalálható.

## Megjelenése
Testhossza 12-40 milliméter. A hímek mindig kisebbek, azonkívül nehezebben megfigyelhetők, mivel a nőstényekkel ellentétben a lombkorona középső és felső részében repülnek.

## Életmódja
Késő tavasztól októberig repül. Jelenlétükre a fatörzsön gyakran gyantafolyás utal. A rovar a tűlevelű erdők lakója.
Az imágók tűlevelűek nedvével táplálkoznak.
A lárvák aknaszerű járatokat rágnak a fatestben, miközben a falisztet erősen összepréselik, ezért kártevőnek minősülnek.
Fontos parazitoidja az óriás-fenyődarázsfürkész.

## Szaporodása
Lárvája fenyőkben, vagy ritkán lombfákban fejlődik ki, 3 év alatt. A tojásrakó nőstény egy Amylostereum areolatum nevű gombát injektál a fába, mely a fát korhasztja, ezzel optimális táplálékforrást biztosít a lárváknak. Egyetlen nőstény egy nyár folyamán akár 1000 petét is lerak.